# Heteronympha merope
Heteronympha merope är en fjärilsart som beskrevs av Fabricius 1775. Heteronympha merope ingår i släktet Heteronympha och familjen praktfjärilar. IUCN kategoriserar arten globalt som livskraftig. Inga underarter finns listade i Catalogue of Life.

## Bildgalleri

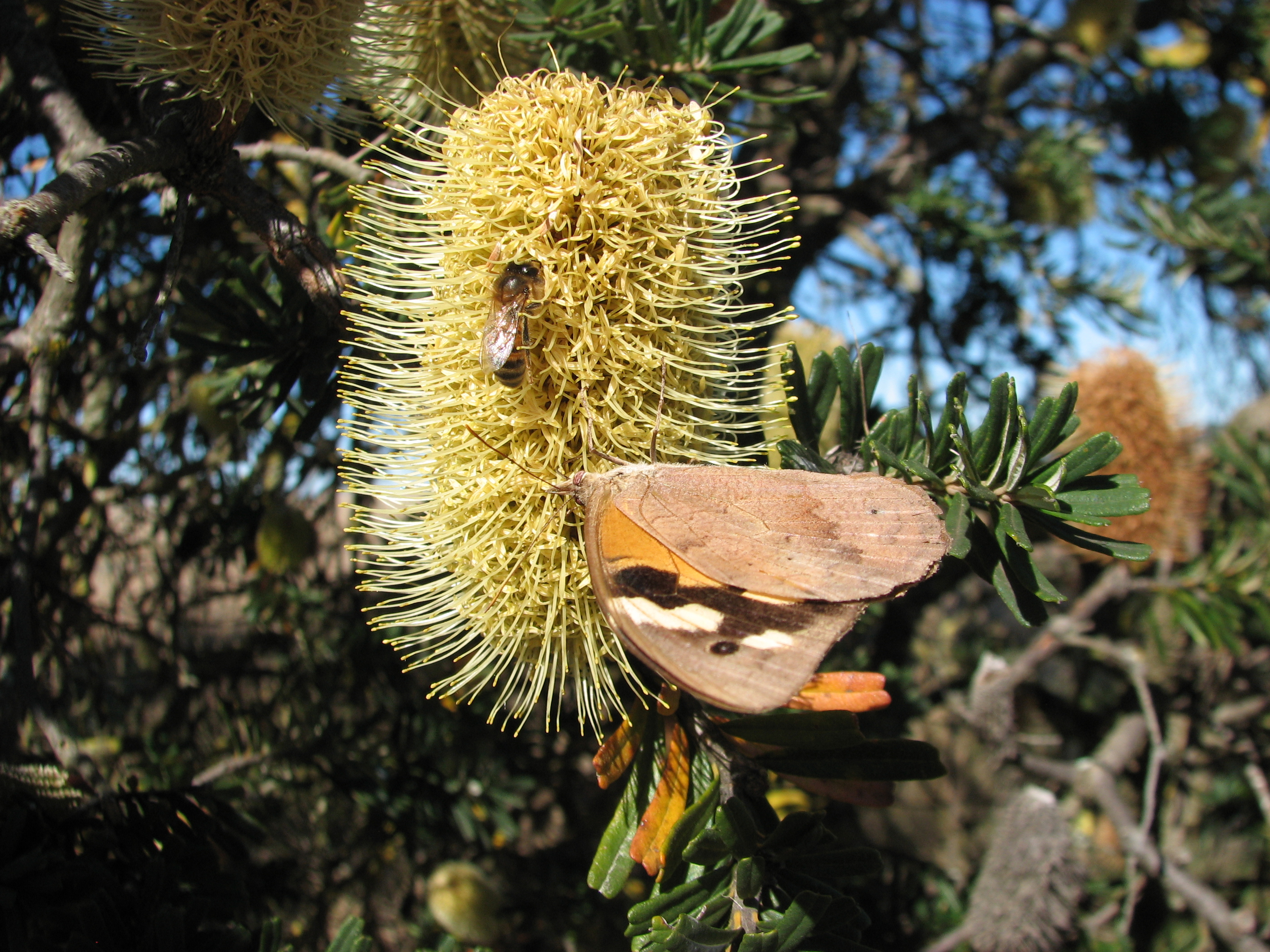
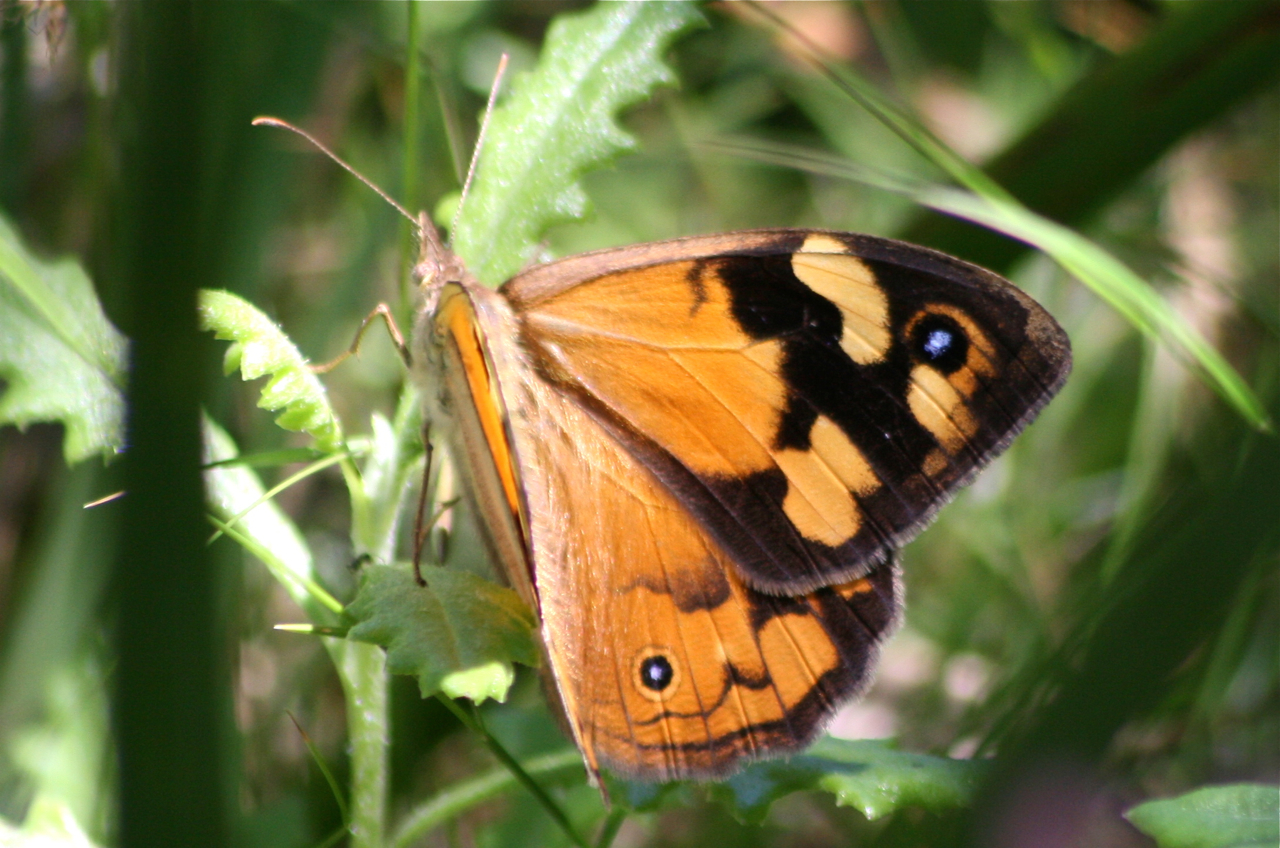
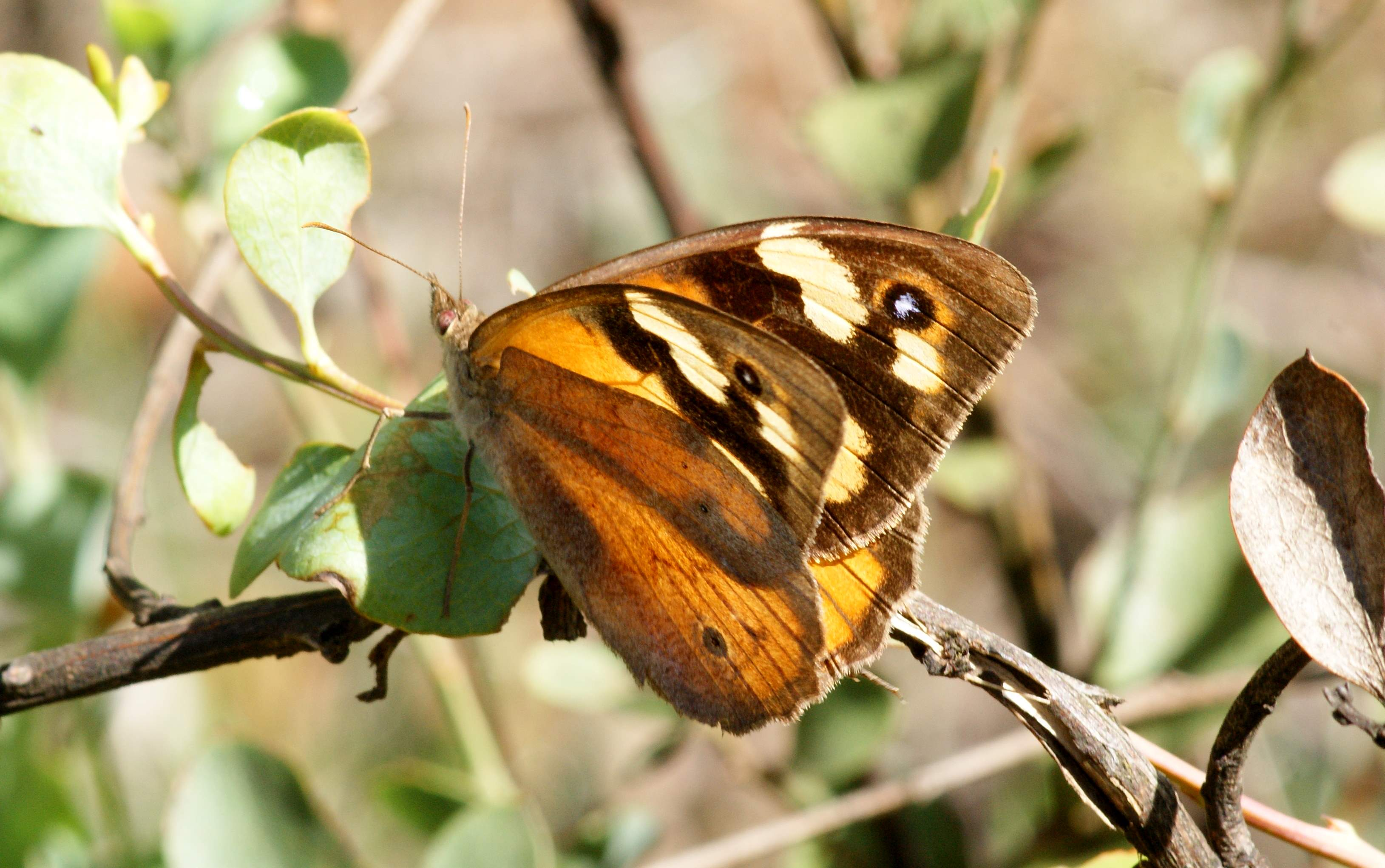
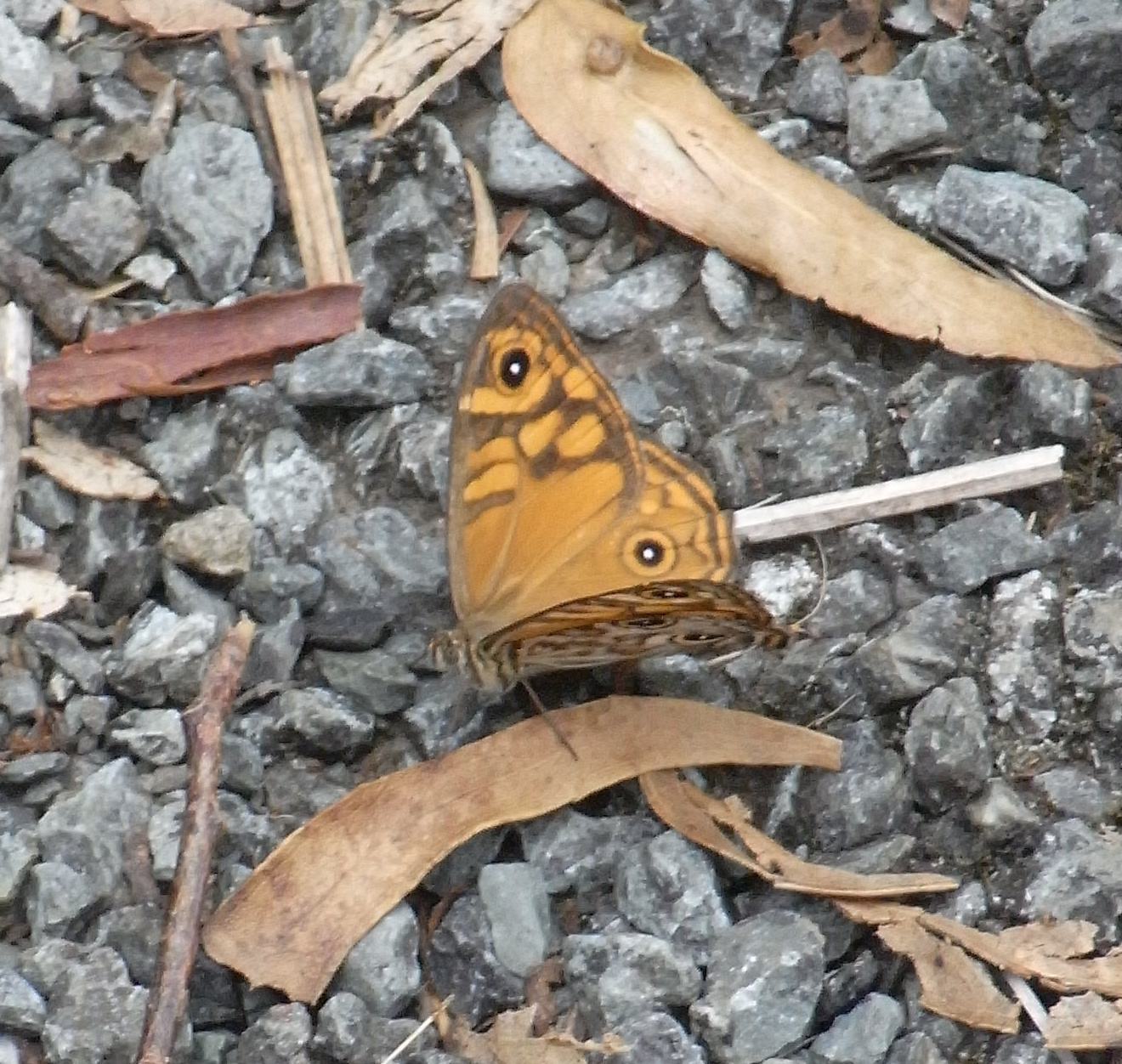
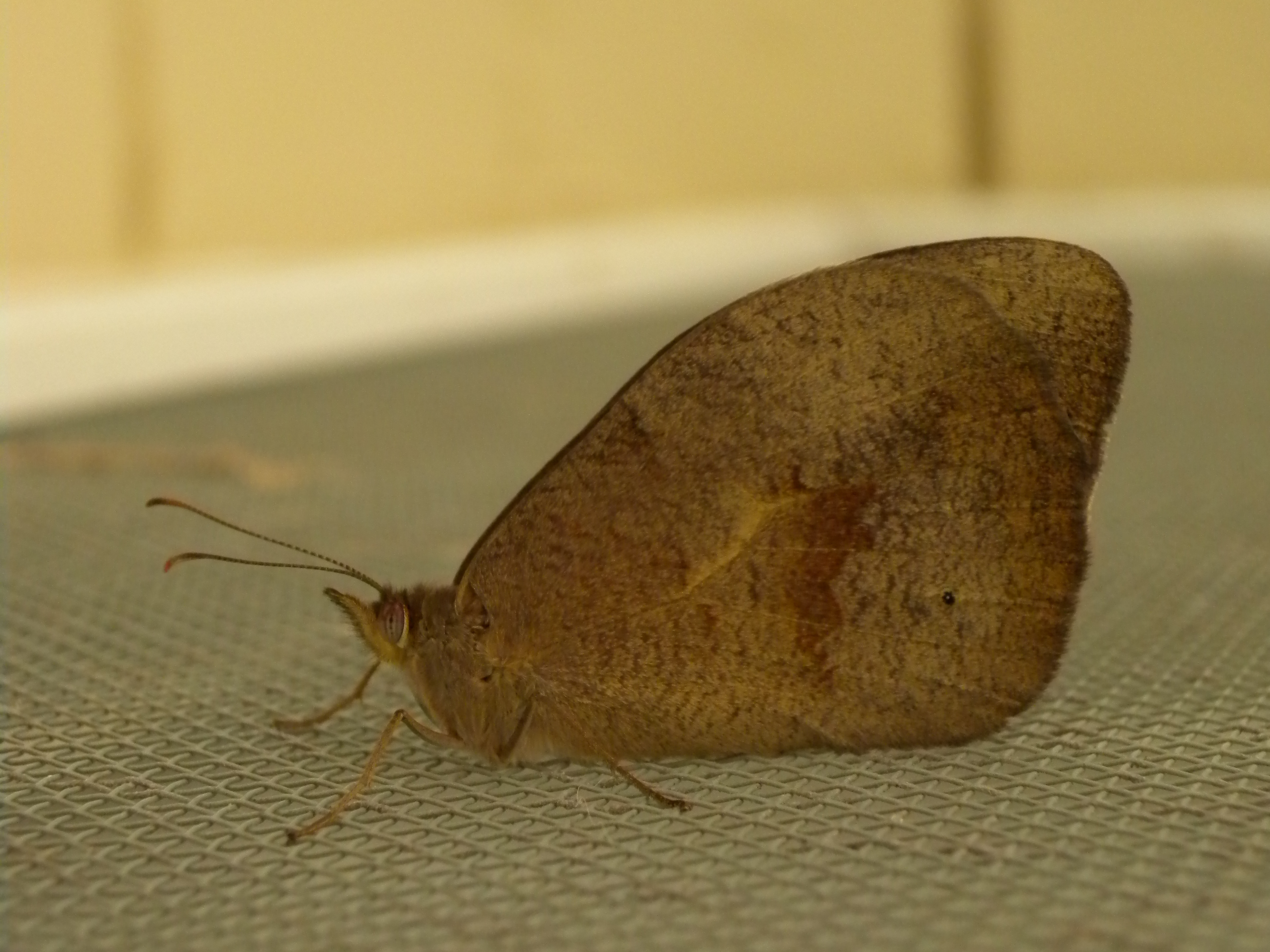
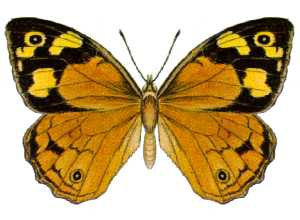